# Zanardinia typus
Zanardinia typus é uma espécie de alga pertencente à família Cutleriaceae.
A autoridade científica da espécie é (Nardo) P.C.Silva, tendo sido publicada em Notices of publications. Cryptogamae, 2. Optima Newsletter 35: 1-38, no ano de 2000.
Trata-se de uma espécie marinha, com registo de ocorrência em Portugal.

## Sinónimos
Possui dois sinónimos homotípicos, Stifftia typus (basónimo) e Zanardinia typus (Nardo) G.Furnari 1999, e 4 sinónimos heterotípicos, Zonaria squamaria var. lacerata, Padina omphalodes, Zanardinia prototypus e Stifftia prototypus.